# By 진성
By 진성(By JINSUNG)은 2007년에 결성된 대한민국의 남성 그룹이다.팀 이름도 각자의 이름 성필, 진성에서 한 자 씩 따와 ‘진성’으로 지었으며,떨칠 진(振)과 소리 성(聲)의 한자까지 조합해 ‘우리의 소리를 세상에 떨치자’라는 약속까지 담았다.

## 앨범
- 《지우개》 (2007년)
  - 〈지우개 〉
  - 〈In my dream〉
  - 〈밉다...〉
- 《Change The World (프리스톤테일2)》 (2008년)
  - 〈제발〉

## 같이 보기
- 퀘스천